# 清虚阁
清虚阁是中华人民共和国山西省晋中市榆次区南关城（郭城）中央的一处楼阁建筑。

## 概述
据1942年《榆次县志》，清虚阁始建年月已不可考，道光辛丑年（公元1841年）重修，时任知县的曹森作记，后又于中华民国十年（1921年）重修。
1990年，榆次市政府翻修清虚阁，增加阁基及汉白玉栏杆，并且在阁周围开辟出环形道路及花墙。
2000年，榆次老城开发旅游，清虚阁四周被拆迁，开辟为清虚阁广场，原阁被拆，在原址建起5米高的汉白玉高台，将清虚阁置于高台上，高台四周增加了护城河，对清虚阁的风格和原貌破坏严重。